# 6661 Ікемура
6661 Ікемура (6661 Ikemura) — астероїд головного поясу, відкритий 17 січня 1993 року.
Тіссеранів параметр щодо Юпітера — 3,520.